# Mayra Fernández
Mayra Fernández Zequeira (n. 1948) es una profesora, micóloga, y botánica, curadora cubana. En 1969 obtuvo su licenciatura en Ciencias biológicas, en la Universidad de La Habana.
Desarrolla actividades académicas en el "Instituto de Ecología y Sistemática", La Habana, de la Academia de Ciencias, como investigadora desde 1985. Ha realizado expediciones botánicas por la isla.
En 1995, desarrolló actividades técnicas como becaria de la "MacArthur Grant", en el New York Botanical Garden.
Desde el 2004 se desempeña como directora del Instituto de Ecología y Sistemática del Ministerio de Ciencias, Tecnología y Medio Ambiente de Cuba.

## Algunas publicaciones
- cándida r. Martínez Callis, m. Fernández Zequeira, ramona Oviedo Prieto. 1992. Algunas notas sobre las plantas medicinales, aplicadas en Cuba. Acta zoológica Hungarica 37-38: 16-22

- m. Fernández Zequeira. 1986. Studies in Rondeletieae (Rubiaceae), V. Los límites del género Suberanthus. Acta zoológica Hungarica 32

- a. Borhidi, m. Fernández Zequeira. 1981. Studies in Rondeletieae (Rubiaceae). II. A new genus: Suberanthus. Acta bot. Acad. Sci. Hung. 27: 313-316

### Libros
- m. Fernández-Zequeira, n.e. ricardo Nápoles, s. Machado Rodríguez, i. Baró Oviedo, c.r. Martínez Callis, p. Herrera Oliver, d. albert Puente, i. Ventosa Rodríguez, g. Bridón Calzado. 1999. Cuba y sus árboles. Editorial Academia: La Habana, Cuba. xv + 214 pp. ISBN 9590202527

- heriberto Rodríguez Guerra, m. Fernández Zequeira, pedro Herrera Oliver, ramona Oviedo Prieto. Flora de Cuba. Ed. Alsos Ecoproductos

## Honores
Miembro de
- Sociedad Cubana de Botánica
- Asociación Latinoamericana de Botánica

- La abreviatura «M.Fernández» se emplea para indicar a Mayra Fernández como autoridad en la descripción y clasificación científica de los vegetales.[4]